# Хорезм

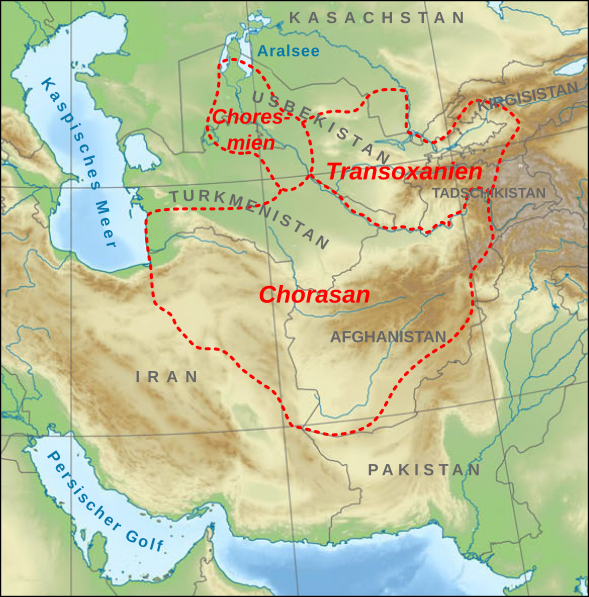
Трансоксанія, Хорезм і Великий Хорасан

42°11′23″ пн. ш. 59°19′34″ сх. д. / 42.189608333333° пн. ш. 59.326172222222° сх. д.
Хоре́зм (авест. Xvairizem; давньоперс. 𐎢𐎺𐎼𐏀𐎷𐏁 ʰUvarazmiš; перс. خوارزم, Xwârazm або Xârazm) — історичний регіон та стародавня держава у Середній Азії з центром в низині Амудар'ї, область розвиненого іригаційного землеробства, ремесла і торгівлі, високої культури.

## Історія
Держава виникла в VII–VI століттях до н. е. Землі Хорезму неодноразово потрапляли під контроль різних завойовників. IV–VI століття — початок складання ранньофеодальних відносин.
У 712 Хорезм завоювали араби. Арабський полководець Кутайба, передав владу своєму наміснику. Але в К'яті аж до 10 століття продовжували правити представники афригідскої династії. Дедалі більшого значення стала набувати столиця Північного Хорезму — Ургенч, правитель якого Мамун ібн Мухаммед 995 року об'єднав Хорезм. При ньому і його наступнику Мамуні II ібн Мамуні розпочався новий розквіт Хорезму. В цей час в Ургенчі працювали такі визначні вчені як Аль-Біруні і Ібн Сіна (Авіценна).
У 1017 Хорезм завоював султан Махмуд Газневі, 1043-го — сельджуки.
У XI–XIII століттях був центральною державою Хорезмських шахів. Династія хорезмських шахів прийшла до влади в Ургенчі в кінці 11 століття. Представник династії Атсиз (1127–56), продовжуючи політику збирання земель, розпочату його попередниками, підпорядкував всю північно-західну частину Середньої Азії. Його внук Текеш ібн іль-Арслан (роки правління 1172–1200) звільнив Хорезм від сельджуків (1194).
Прагнучи звільнити Хорезм від васальної залежності від каракитаїв, Текеш в 70–80-і роки 12 століття здійснив кілька походів на Мавераннахр. Пізніше захопив Нішапур (1187), Рей (1192), Мерв (1193). 1194 року він розбив війська султана західних Сельджукидів Тогрула II, у 1196 — аббасидського халіфа ан-Насіра. У період правління Текеша Хорезм зробився могутньою державою в Середній Азії і в Ірані.
При сині Текеша Мухаммеді II Ала-ад-дині (1200–1220) держава великих хорезмшахів досягла найбільшої могутності. Його межі простягалися від північних берегів Каспію до Перської затоки та від Кавказу до Гіндукушу. 1207 року було придушено повстання бухарських ремісників під керівництвом Санджара-Маліка, а в 1212 — повстання в Самарканді. У 1210 розгромлені війська каракитаїв.
Проте в 1220, при наступі Чингісхана на Хорезм, його володар не зважився дати генеральну битву, залишивши свою армію розкиданою окремими загонами по містах і фортецях усієї країни. Рятуючись втечею, він помер на одному з островів Каспійського моря.
Після 1220 в результаті нашестя військ Чингісхана, держава хорезмшахів розпалася. Сам Хорезм увійшов до складу улусу Джучі, а потім у Золоту Орду.
За Яффською угодою 1229 року імператор Фрідріха II домовився з султаном Аль-Камілем про передачу хрестоносцям Єрусалима і ряду інших замків в Палестині та про укладання 10-річного перемир'я між християнами й мусульманами. Після того, як строк перемир'я минув, єгипетський султан Ас-Саліх запропонував хорезмським кланам захопити Єрусалим, який не мав на той час фортечних укріплень. 15 липня 1244 року хорезмські війська захопили Єрусалим і повністю зруйнували місто, знищуючи як християн, так і мусульман.
У 2-й половині XIV Хорезм переживав новий період розквіту, його столиця Ургенч збагатилася чудовими будівлями. Правителі Хорезму з династі Суфі мали фактичну незалежність. До цього часу, закінчився процес тюркизації мови хорезмійців.
У 1388 Тимур зруйнував Ургенч і підпорядкував собі весь Хорезм. Пісок засипав канали й сади, країна безлюдніла. Протягом майже століття тривала боротьба Тимуридів та Золотоординських ханів за володіння Хорезмом.
З XVI століття велика частина території Хорезму була включена у Хівинське ханство.
Міста: Куня-Ургенч, Ургенч, Хіва, Хазарасп, Кунград.